# Piña de Campos
Piña de Campos – gmina w Hiszpanii, w prowincji Palencia, w Kastylii i León, o powierzchni 12,39 km². W 2011 roku gmina liczyła 257 mieszkańców.